# الصليعى (بعدان)

تعديل مصدري - تعديل

الصليعى هي إحدى قرى عزلة العذارب بمديرية بعدان التابعة لمحافظة إب، بلغ تعداد سكانها 164 نسمة حسب تعداد اليمن لعام 2004.